# Artur Partyka
Artur Jerzy Partyka (født 25. juli 1969 i Stalowa Wola) er en polsk tidligere højdespringer, der vandt tolv polske mesterskaber i træk og flere medaljer ved store internationale mesterskaber.

## Karriere
Partykas første store internationale resultat kom, da han blev junioreuropamester i højdespring i 1987 med et spring på 2,19 m, hvilket han fulgte op med at vinde juniorverdensmesterskabet året efter med 2,28 m. Samme år var han med til OL i Seoul, hvor han ikke gik videre fra indledende runde.
I 1990 blev han europamester indendørs med et spring på 2,33 m, og året efter vandt han VM-sølv indendørs med 2,37 m. Ved OL 1992 i Barcelona kom han i finalen med et spring på 2,26 m, og her kom han over 2,31 m sammen med flere andre springere. Fem springere kom alle over 2,34 m, og da ingen nåede højere op, skulle medaljerne fordeles her. Kun én af disse kom over højden i sit første forsøg og fik dermed guld: Javier Sotomayor fra Cuba. Af de øvrige springere havde svenske Patrik Sjöberg kun én nedrivning indtil da i konkurrencen, og han fik dermed sølv. Da de tre øvrige, der kom over 2,34 m (Partyka, Tim Forsyth fra Australien og Hollis Conway fra USA) alle havde to nedrivninger hidtil i konkurrencen, fik de alle tre bronze i konkurrencen.
I 1993 fik Partyka VM-sølv med 2,37 m og året efter EM-sølv med 2,33 m, mens det blev til VM-bronze i 1995. Ved OL 1996 i Atlanta sprang han 2,28 m i kvalifikationen, hvilket var finalekravet, og i finalen var han én af de tre springere, der kom over 2,35 m og dermed skulle fordele medaljerne blandt sig. De to øvrige var briten Steve Smith og amerikaneren Charles Austin. Partyka kom over 2,37 m i andet forsøg, mens de to øvrige begge rev ned to gange, men begge valgte at gemme det sidste forsøg til højden 2,39 m. Her rev Smith igen ned og fik dermed bronze, mens Austin kom over denne højde. Partyka og Austin havde bagefter tre forsøg, der ikke lykkedes, så dermed fik Austin guld og Partyka sølv.
Nogle uger efter OL satte Partyka polsk rekord med 2,38 m, hvilket blev hans bedste resultat i karrieren. I 1996 vandt han sin anden VM-sølvmedalje, inden han i 1998 blev europamester både indendørs (med 2,31 m) og udendørs (med 2,34 m). Herefter begyndte hans karriere at falme og han deltog således ikke i OL 2000 i Sydney. Hans polske rekord fra 1996 var fortsat national rekord i 2016.
Efter afslutningen af sin karriere har han været leder af stævnet Pedro's Cup 2007-2009, et polsk indendørsstævne, der afholdes to gange årligt og omfatter højdespring og stangspring samt fra 2009 kuglestød.

## Ekstern henvisning
- Wikimedia Commons har flere filer relateret til Artur Partyka
- Artur Partyka (polsk)
- Artur Partykas opslag i Munzinger Sportsarchiv (tysk)
- Artur Partykas profil på Olympics.com (engelsk)
- Artur Partykas profil på Olympic.org (arkiveret) (engelsk)
- Artur Partykas profil på Sports-Reference OL-resultater (arkiveret) (engelsk)
- Artur Partykas profil på Olympedia (engelsk)
- Artur Partykas profil hos IAAF (engelsk)

| Atletikudøver | Spire Denne biografi om en atletikudøver er en spire som bør udbygges. Du er velkommen til at hjælpe Wikipedia ved at udvide den. |